# Mitrocomium cirratum
Mitrocomium cirratum is een hydroïdpoliep uit de familie Lovenellidae. De poliep komt uit het geslacht Mitrocomium. Mitrocomium cirratum werd in 1879 voor het eerst wetenschappelijk beschreven door Haeckel. 